# Cliff Valcin
Cliff Magnam Valcin (ur. 20 marca 1986) – piłkarz z Saint Lucia występujący na pozycji napastnika, obecnie zawodnik Central Castries.

## Kariera klubowa
Valcin rozpoczynał swoją karierę w zespole Central Castries.

## Kariera reprezentacyjna
W seniorskiej Saint Lucia Valcin zadebiutował 10 września 2010 w przegranym 1:5 meczu towarzyskim z Saint Vincent i Grenadynami, w którym zdobył także premierową bramkę w kadrze narodowej. W tym samym roku wystąpił w trzech pojedynkach w ramach Pucharu Karaibów. Wziął także udział w eliminacjach do Mistrzostw Świata 2014, gdzie trzykrotnie wpisał się na listę strzelców – w przegranym 2:4 spotkaniu z Arubą, w konfrontacji z Saint Kitts i Nevis, także przegranej 2:4, jak również w rewanżu z tym samym rywalem, zremisowanym 1:1. Jego drużyna nie zakwalifikowała się ostatecznie na mundial.